# Volodymyr Hrojsman
Volodymyr Borysovytj Hrojsman (ukrainsk: Володи́мир Бори́сович Гро́йсман; født 20. januar 1978 i Vinnytsja, Ukrainske SSR) er en ukrainsk politiker, der var Ukraines 16. premierminister fra 2016 til 2019.
Før han blev premierminister var han borgmester i byen Vinnytsja i det centrale Ukraine fra marts 2006 til februar 2014. Fra  februar til november 2014 var han samtidigt første vicepremierminister for regionalpolitik og minister for regional udvikling, byggeri og boliger og kommunale tjenester. Derefter var han formand for Verkhovna Rada (Ukraines parlament) fra november 2014, indtil han blev udnævnt til premierminister i 2016. Han blev afløst af Oleksij Hontjaruk i 2019.